# Saarilampi (sjö i Lojo, Nyland)
Saarilampi är en sjö i kommunen Lojo i landskapet Nyland i Finland. Arean är 12 hektar och strandlinjen är 2 kilometer lång.  Den  ingår i Karisåns huvudavrinningsområde.  Sjön ligger omkring 72 kilometer nordväst om Helsingfors. 
I sjön finns ön Rajasaari. 